# Campionati europei under 23 di slittino 2021
I Campionati europei under 23 di slittino 2021 sono stati la seconda edizione della rassegna continentale under 23 dello slittino, manifestazione organizzata dalla Federazione Internazionale Slittino. Si tennero il 9 e il 10 gennaio 2021 a Sigulda, in Lettonia, sulla Siguldas bobsleja un kamaniņu trase, all'interno della gara senior che ha assegnato il titolo europeo assoluto 2021. Sono state disputate gare in tre differenti specialità: nel singolo uomini, nel singolo donne e nel doppio.

## Risultati

### Singolo donne
La gara è stata disputata il 10 gennaio 2021 nell'arco di due manches all'interno della gara senior e hanno preso parte alla competizione 16 atlete (di cui 6 non superarono la Nations Cup, gara di qualificazione disputata il venerdì precedente) in rappresentanza di 10 differenti nazioni; il titolo è stato vinto dalla lettone Elīna Ieva Vītola, davanti all'austriaca Madeleine Egle, medaglia d'argento, e all'ucraina Julianna Tunyc'ka, bronzo.
| Pos. | Atlete              | Nazione    | 1ª manche                           | 2ª manche                           | Totale                              | Distacco                            |
| ---- | ------------------- | ---------- | ----------------------------------- | ----------------------------------- | ----------------------------------- | ----------------------------------- |
|      | Elīna Ieva Vītola   | Lettonia   | 42"005                              | 41"989                              | 1'23"994                            | –                                   |
|      | Madeleine Egle      | Austria    | 42"022                              | 42"092                              | 1'24"114                            | +0"120                              |
|      | Julianna Tunyc'ka   | Ucraina    | 42"343                              | 42"361                              | 1'24"704                            | +0"710                              |
| 4    | Anna Berreiter      | Germania   | 42"397                              | 42"412                              | 1'24"809                            | +0"815                              |
| 5    | Verena Hofer        | Italia     | 42"449                              | 42"416                              | 1'24"865                            | +0"871                              |
| 6    | Lisa Schulte        | Austria    | 42"324                              | 42"593                              | 1'24"917                            | +0"923                              |
| 7    | Katarína Šimoňáková | Slovacchia | 42"620                              | 42"558                              | 1'25"178                            | +1"184                              |
| 8    | Nina Zöggeler       | Italia     | 42"716                              | 43"083                              | 1'25"799                            | +1"805                              |
| 9    | Tove Kohala         | Svezia     | 44"057                              | 42"961                              | 1'27"018                            | +3"024                              |
| 10   | Olena Smaha         | Ucraina    | Non qualificatasi nella Nations Cup | Non qualificatasi nella Nations Cup | Non qualificatasi nella Nations Cup | Non qualificatasi nella Nations Cup |

Nota: in grassetto il miglior tempo di manche.

### Singolo uomini
La gara è stata disputata il 9 gennaio 2021 nell'arco di due manches all'interno della gara senior e hanno preso parte alla competizione 16 atleti (di cui 8 non superarono la Nations Cup, gara di qualificazione disputata il venerdì precedente) in rappresentanza di 11 differenti nazioni; il titolo è stato vinto dal tedesco Max Langenhan, davanti al lettone Gints Bērziņš, medaglia d'argento, e all'altro tedesco Moritz Elias Bollmann, bronzo..
| Pos. | Atleti                | Nazione    | 1ª manche                           | 2ª manche                           | Totale                              | Distacco                            |
| ---- | --------------------- | ---------- | ----------------------------------- | ----------------------------------- | ----------------------------------- | ----------------------------------- |
|      | Max Langenhan         | Germania   | 48"305                              | 48"272                              | 1'36"577                            | –                                   |
|      | Gints Bērziņš         | Lettonia   | 48"005                              | 48"989                              | 1'36"768                            | +0"191                              |
|      | Moritz Elias Bollmann | Germania   | 48"675                              | 48"516                              | 1'37"191                            | +0"614                              |
| 4    | Svante Kohala         | Svezia     | 49"116                              | 49"170                              | 1'38"286                            | +1"709                              |
| 5    | Lukas Gufler          | Italia     | 49"296                              | 49"081                              | 1'38"377                            | +1"800                              |
| 6    | Marián Skupek         | Slovacchia | 50"050                              | 50"867                              | 1'40"917                            | +4"340                              |
| 7    | Theodor Andrei Turea  | Romania    | 1'00"325                            | 49"619                              | 1'49"944                            | +13"367                             |
| 8    | Kacper Tarnawski      | Polonia    | Non qualificatisi nella Nations Cup | Non qualificatisi nella Nations Cup | Non qualificatisi nella Nations Cup | Non qualificatisi nella Nations Cup |
| 9    | Saba Kumarit'ashvili  | Georgia    | Non qualificatisi nella Nations Cup | Non qualificatisi nella Nations Cup | Non qualificatisi nella Nations Cup | Non qualificatisi nella Nations Cup |
| 10   | Jozef Hušla           | Slovacchia | Non qualificatisi nella Nations Cup | Non qualificatisi nella Nations Cup | Non qualificatisi nella Nations Cup | Non qualificatisi nella Nations Cup |

Nota: in grassetto il miglior tempo di manche.

### Doppio
La gara è stata disputata il 9 gennaio 2021 nell'arco di due manches all'interno della gara senior e hanno preso parte alla competizione 22 atleti (di cui una coppia non superò la Nations Cup, gara di qualificazione disputata il venerdì precedente); il titolo è stato vinto dai lettoni Mārtiņš Bots e Roberts Plūme, davanti ai russi Vsevolod Kaškin e Konstantin Koršunov, medaglia d'argento, e agli italiani Ivan Nagler e Fabian Malleier, bronzo.
| Pos. | Atleti                              | Nazione    | 1ª manche | 2ª manche | Totale   | Distacco |
| ---- | ----------------------------------- | ---------- | --------- | --------- | -------- | -------- |
|      | Mārtiņš Bots Roberts Plūme          | Lettonia   | 41"863    | 41"847    | 1'23"710 | –        |
|      | Vsevolod Kaškin Konstantin Koršunov | Russia     | 41"914    | 42"012    | 1'23"926 | +0"216   |
|      | Ivan Nagler Fabian Malleier         | Italia     | 42"305    | 42"224    | 1'23"529 | +0"819   |
| 4    | Tomáš Vaverčák Matej Zmij           | Slovacchia | 42"343    | 42"598    | 1'24"941 | +1"231   |
| 5    | Ihor Stachiv Andrij Lysec'kyj       | Ucraina    | 42"716    | 42"777    | 1'25"493 | +1"783   |
| 6    | Filip Vejdělek Zdeněk Pěkný         | Rep. Ceca  | 42"858    | 42"884    | 1'25"742 | +2"032   |
| 7    | Juri Gatt Riccardo Schöpf           | Austria    | 42"715    | 44"610    | 1'27"325 | +3"615   |
| 8    | Ionuț Șișcanu Iulian Oprea          | Moldavia   | 44"090    | 44"252    | 1'28"342 | +4"632   |
| 9    | Jakub Karas Mateusz Karas           | Polonia    | 50"345    | 48"211    | 1'38"556 | +14"846  |
| 10   | Vadym Mykyievyč Bohdan Babura       | Ucraina    | 53"723    | 44"909    | 1'38"632 | +14"922  |

Nota: in grassetto il miglior tempo di manche.

## Medagliere
| Pos.   | Nazione  | Oro | Argento | Bronzo | Totale |
| ------ | -------- | --- | ------- | ------ | ------ |
| 1      | Lettonia | 2   | 1       | 0      | 3      |
| 2      | Germania | 1   | 0       | 1      | 2      |
| 3      | Austria  | 0   | 1       | 0      | 1      |
| 3      | Russia   | 0   | 1       | 0      | 1      |
| 5      | Italia   | 0   | 0       | 1      | 1      |
| 5      | Ucraina  | 0   | 0       | 1      | 1      |
| Totale | Totale   | 3   | 3       | 3      | 9      |